# اکاترینا آنیکیوا
اکاترینا آنیکیوا (روسی: Екатерина Евгеньевна Аникеева؛ زادهٔ ۲۲ ژانویهٔ ۱۹۶۹) بازیکن واترپلو اهل روسیه است.